# Ngloram Airport
Ngloram Airport (engelska: Cepu Airport) är en flygplats i Indonesien.   Den ligger i provinsen Jawa Tengah, i den västra delen av landet, 500 km öster om huvudstaden Jakarta. Ngloram Airport ligger 45 meter över havet.
Terrängen runt Ngloram Airport är platt.Runt Ngloram Airport är det tätbefolkat, med 397 invånare per kvadratkilometer. Närmaste större samhälle är Cepu, 7,0 km nordost om Ngloram Airport. Omgivningarna runt Ngloram Airport är en mosaik av jordbruksmark och naturlig växtlighet.